# Chamaemyia hungarica
Chamaemyia hungarica is een vliegensoort uit de familie van de Chamaemyiidae. De wetenschappelijke naam van de soort is voor het eerst geldig gepubliceerd in 1991 door Tanasijtshuk & Beschovski.